# Сеи Шонагон
Сеи Шонагон (јап. 清少納言; 966 - 1025) била је јапанска књижевница и дворска дама царице Фуџивара но Теиши (Садако) из Хејан периода. Најпознатија је по Записима пред сан, својеврсном дневнику препуном естетски рафинираних, психолошки убедљивих, и историјски значајних забелешки. Овај текст се сматра једним од најзначајнијих књижевних дела старе јапанске књижевности.
Мало се зна о њеном животу. Отац јој је био Кијохара но Мотосуке, управитељ покрајине, песник и један од састављача друге по реду службене песничке антологије Госеншу, а прадеда истакнути дворски песник Фукајабу. Након вероватно неуспешниг брака, постала је дворска дама царице Фуџивара но Теиши 993, коју је служила до царичине смрти наступиле услед порођаја седам година касније. Време проведено у царској служби послужиће јој као инспирација за Записе пред сан. Позната је и као супарница књижевнице и дворске даме Мурасаки Шикибу, ауторке романа Прича о Генџију.
О животу Шонагон након смрти њене царице не зна се ништа поуздано. Постоје записи који сведоче о томе да је остатак живота провела у сиромаштву, други истичу да је постала будистички монах, док трећи записи тврде да се удала за извесног Фуџивару но Мунеју, са којим је добила ћерку.